# Parque nacional Blackbraes
Blackbraes es un parque nacional en Queensland (Australia), ubicado a 1265 km al noroeste de Brisbane. Incluye partes de las Altas Tierras de Einasleigh (Einasleigh Uplands) y del golfo de Plains (ambas biorregiones de Queensland).